# Parry Channel (Neuseeland)
Der Parry Channel ist eine Wasserstraße im Osten der Region Northland vor der Nordinsel von Neuseeland.

## Geographie
Der Parry Channel befindet sich zwischen der Landzunge, die rund 25 km südöstlich von Whangārei mit dem 476 m hohen Bream Bay endet und den westlichen Insel der Marotere Islands. Im Südwesten grenzt die Wasserstraße an die Bream Bay an und nach Norden und Nordosten läuft sie in den Weiten des Pazifischen Ozeans aus. Eine genaue Längenbestimmung des Channels ist aufgrund der geographischen Gegebenheiten nicht möglich. Die Breite lässt sich hingegen mit größer 10 km bestimmen.

## Meeresströmung
Der Parry Channel wird von dem warmen Ostaustralstrom (East Australian Current) durchströmt, der für Fischreichtum in den betreffenden Gebieten des Stroms sorgt.